# Takeda Ayasaburō
Takeda Ayasaburō (武田 斐三郎 (Vũ Điền Phỉ Tam Lang) 4 tháng 11 năm 1827 - 28 tháng 1 năm 1880), là một samurai, quân nhân, nhà khoa học, nhà giáo dục kiêm học giả Hà Lan học. Ông chính là kiến trúc sư xây dựng nên pháo đài Goryōkaku ở Hokkaidō. Thời còn ở Hakodate ông lấy tên gọi Ayasaburō, sang thời Minh Trị thì đổi tên thành Shigeakira (成章 Thành Chương), hiệu là Chikutō (竹塘 Trúc Đường).

## Tiểu sử
Takeda chào đời trong một gia đình samurai phiên Ōzu xứ Iyo (nay là Ōzu, Ehime) vào năm 1827. Ông học y khoa, khoa học phương Tây (rangaku), hàng hải, kiến trúc quân sự. Ông là học trò của Ogata Kōan và Sakuma Shōzan. Năm 1854, Mạc phủ Tokugawa phái ông đến đảo Hokkaidō để củng cố công sự ven biển nhằm đề phòng tàu thuyền các nước phương Tây xâm lược trong tương lai. Bên cạnh đó, Takeda còn tham dự các cuộc tuần tra quanh vùng Ezo và Karafuta của chức quan Phụng hành Hakodate là Hori Toshihiro theo lệnh của Mạc phủ, và tới gặp Đề đốc Matthew Perry tại Hakodate. Khi Sở Phụng hành Hakodate được thành lập trong quá trình tuần tra, ông lưu lại Hakodate và ở đó trong suốt 10 năm liền.
Trong thời gian tại Hakodate, ông được giao sản xuất máy móc và đạn dược, đồng thời tham gia thiết kế và xây dựng pháo đài Goryōkaku và tiền đồn Benten Daiba từ năm 1854 đến năm 1866, sử dụng các cuốn sách của Hà Lan viết về kiến trúc quân sự mô tả các nguyên tắc phòng thủ mà Vauban đã phát triển hơn một thế kỷ trước, và còn tự mình lập trường dạy về Hà Lan học. Ông cũng tiến hành tập luyện chèo thuyền bằng chiếc Hakodate Maru, một trong những tàu buồm kiểu phương Tây đầu tiên của Nhật Bản, cùng với các môn đệ của mình. Ông đến Nagasaki và làm phiên dịch cho Mitsukuri Genpo lúc này đang tiến hành đàm phán với Nga về điều chỉnh địa giới lãnh thổ phương Bắc.
Ông từng kết hôn ba lần trong đời, người vợ đầu tiên là con gái của một thương gia tên Kojima Minako ở Hakodate, nhưng chết sớm, rồi lần thứ hai tái hôn với Ōtsuka Takako, nhưng cũng mất sớm và lần thứ ba thì lấy Nishimura Nakako sống cho đến cuối đời.
Khi chiến tranh Boshin bắt đầu, ông bị triều đình Kyoto nghi ngờ vì có người anh trai là học giả Nho giáo Takeda Keikō lãnh đạo samurai phiên Ōzu phò tá quân cựu Mạc phủ, nhà cũ bị quan quân tấn công, phải đi lánh nạn chỗ khác may nhờ có bạn bè cố gắng giúp đỡ mới thoát khỏi cái chết. Sau Minh Trị Duy tân, ông tình nguyện phục vụ trong chính phủ mới, trở thành chuyên gia đầu đàn trong lĩnh vực khoa học và công nghệ của thời Minh Trị, phụ trách hệ thống quân sự, trang thiết bị hiện đại và hoạt động của quân đội Nhật Bản. Ông từng có thời gian đảm nhiệm việc giảng dạy tại Đại học Lục quân, Trường Sĩ quan Lục quân và làm hiệu trưởng Trường Thiếu sinh quân Lục quân với cấp bậc Đại tá Lục quân.  Tuy nhiên, vì lao lực quá độ trong quân ngũ đã khiến tình trạng sức khỏe ông xấu dần đi rồi ít lâu sau thì qua đời vào đầu năm 1880.